# Xã Wappanocca, Quận Crittenden, Arkansas
Xã Wappanocca (tiếng Anh: Wappanocca Township) là một xã thuộc quận Crittenden, tiểu bang Arkansas, Hoa Kỳ. Năm 2010, dân số của xã này là 794 người.